# 가쓰누마정
가쓰누마정(勝沼町)은 야마나시현 히가시야마나시군에 설치되었던 정이다. 현재의 고슈시에 해당한다.
2004년 11월 1일에 엔잔시, 야마토촌과 합병해 고슈시가 성립해 가쓰누마정은 폐지되었다. 

## 지리
현 중앙에서 서부, 군 남동부, 고후 분지 동쪽 끝에 위치. 국중지역과 군내지방의 경계에 위치한다. 방형의 정역으로 중앙에서 서부는 고후분지 평탄지이고 돌출된 동부와 남부는 산악지대이다.동부 산간부에서 발하는 후카사와 강은 히카와에 합류하여 평야부를 서류하는 것 외에 다쿠사 강과 북서경에는 시게 강이 흐른다.

## 역사
- 1889년 7월 1일 - 정촌제 시행과 함께 근세 이래 가쓰누마촌 단독으로 자치체를 형성하였다.
- 1896년 3월 2일 - 정으로 승격해 가쓰누마정이 되었다.
- 1942년 5월 10일 - 도도로키촌과 합병해 새로운 가쓰누마정이 성립하였다.
- 2005년 11월 1일 - 엔잔시, 야마토촌과 합병해 고슈시가 성립하였다., 동일 가쓰누마정은 폐지되었다.

## 교통

### 철도
- 동일본 여객철도 주오 본선

### 도로
- 주오 자동차도 (가쓰누마 나들목)
- 국도 제20호선
- 국도 제411호선

## 같이 보기
- 고슈·가시오 전투